# هاکان چنگیز
هاکان چنگیز (انگلیسی: Hakan Cengiz؛ زادهٔ ۳ اکتبر ۱۹۶۷) بازیکن فوتبال اهل ترکیه است.
از باشگاه‌هایی که در آن بازی کرده‌است می‌توان به باشگاه فوتبال آینتراخت فرانکفورت اشاره کرد.